# Dmitrijs Serjogins
Dmitrijs Serjogins és un atleta i corredor de fons (Letònia, 23 de febrer de 1993) és un corredor de fons letó, afincat a Catalunya.
L'abril del 2022 es proclamà campió en la Cursa d'El Corte Inglés i també en el Medio Maratón Gran Bahía Vig-Bay, amb un temps de 1 hora 5 minuts i 31 segons. El novembre d'aquell mateix any 2022 Dmitrijs Serjogins aconseguí la victòria al Campionat de Catalunya de mitja marató, celebrada en el marc de la 29a Mitja Marató Aldahra Lleida. L'atleta del CA La Sansiva entrar en primera posició amb un temps de 1:05:01.
Aquest mateix 2022 va aconseguir també el seu tercer triomf consecutiu, després d'aconseguir guanyar també els anys 2020 i 2022 (el 2021 no es va celebrar per culpa de la pandèmia), la tradicional Cursa de Sant Antoni barcelonina, imposant-se amb un temps de 29 minuts i 33 segons, i aconseguint la segona millor marca de la història d'aquesta cursa, que ja havia aconseguit ell mateix en l'edició del 2022, amb un temps de 29':13.
El novembre del 2023 també va quedar vencedor en la Mitja Marató de Ripoll. Una setmana després d'aquest triomf, aconsegueix la victòria a la mítica Cursa Jean Bouin de Barcelona en l'edició del seu centenari, amb un temps de 29’42”. Aquell mateix dia, unes 5 hores després, participà en la carrera internacional, al circuit de Montjuïc, de 9.900 metres, i anant de menys a més va acabar amb una sensacional cinquena posició amb un temps de 31’03”.
El desembre del 2023 va guanyar la Cursa San Silvestre de El Masnou.